# Michel Hansenne
Michel Hansenne este un om politic belgian, membru al Parlamentului European în perioada 1999-2004 din partea Belgiei.
1. ↑  Michel HANSENNE, Dictionnaire des Wallons
2. ↑  Michel Hansenne, Munzinger Personen, accesat în 9 octombrie 2017
3. ↑  Autoritatea BnF, accesat în 10 octombrie 2015
4. ↑  Deputații în Parlamentul European